# Calasanz
Calasanz (Calassanç, en catalán ribagorzano) es una localidad española de la provincia de Huesca, integrante del municipio de Peralta de Calasanz en la comarca de La Litera. Es el núcleo de población más antiguo de La Litera (ya mencionado en un documento visigótico del año 556) y está situado en una colina cortada por la parte Este y Norte, a 736 m. de altitud. El término confina por el Norte con los de Juseu y Aguinaliu, por el Este con Gabasa, por el Sur con el de Peralta de la Sal y por el Oeste con los de Estadilla, Alins y Azanuy, teniendo una extensión aproximada de una hora y media de norte a sur y lo mismo de este a oeste.

## Geografía humana

### Demografía
| Gráfica de evolución demográfica de Calasanz entre 1842 y 1960 |
| |
| Población de derecho según los censos de población del INE Población de hecho según los censos de población del INEEntre el censo de 1970 y el anterior, este municipio desaparece porque se agrupa en el municipio 22175 (Peralta de Calasanz) |

Calasanz alcanzó su máxima población hacia 1857 en que llegó a contar con 1.003 habitantes, pero la población actual de Calasanz ronda las 40 personas (debido a la emigración de los años 50–70), triplicando prácticamente durante la época estival. La persona natural de Calasanz se denomina con el apodo de cañuto o calasancio.

## Localización
Calasanz está situado en la franja oriental de la provincia de Huesca (Aragón), en la zona sur de la sierra de la Carrodilla, en el margen derecho del río Sosa. Esta zona del pre-Pirineo aragonés es frontera entre las comarcas de La Litera (La Llitera), a la cual pertenece, y La Ribagorza (La Ribagorça).

## Lengua
Al igual que muchos de los pueblos de la zona, Calasanz tiene un habla local que es similar en algunos aspectos o palabras a otras poblaciones cercanas y propia en otros, perteneciente al dialecto ribagorzano. Es frontera lingüística entre el catalán ribagorzano y aragonés ribagorzano.
Por desgracia es un dialecto (o subdialecto) en peligro de extinción ya que actualmente sólo lo hablan los pocos habitantes de la villa y algunos de sus descendientes (emigrados a otras poblaciones, comunidades autónomas o países). La segunda lengua más utilizada, y a la cual está derivando el habla del pueblo, es el castellano y en tercer lugar se utiliza el catalán ya que muchos de los habitantes emigraron a Cataluña y sus descendientes lo hablan.
Algunas palabras típicas del cañuto son:
| Cañuto          | Castellano      | Catalán                 |
| --------------- | --------------- | ----------------------- |
| Cocho           | Perro           | Gos                     |
| Mixó            | Pájaro          | Ocell                   |
| Somé            | Burro           | Ase                     |
| Llató           | Cerdo           | Porc                    |
| Rabosa          | Zorro           | Guineu                  |
| Engrineta       | Golondrina      | Oreneta                 |
| Trunfa          | Patata          | Patata                  |
| Llugá           | Pueblo          | Poble                   |
| Pllaza          | Plaza           | Plaça                   |
| Carré           | Calle           | Carrer                  |
| Calleriz        | Callejón        | Carreró                 |
| Fiero           | Feo             | Lleig                   |
| Chico           | Pequeño         | Petit                   |
| Dichós          | Debajo          | A sota                  |
| Ixe / Ixa / Ixo | Ese / Esa / Eso | Aquell / Aquella / Allò |
| Natros          | Nosotros        | Nosaltres               |
| Vatros          | Vosotros        | Vosaltres               |
| Yo sigo         | Yo soy          | Jos sóc                 |
| Qué quiés?      | ¿Qué quieres?   | Qué vols?               |
| Plloure         | Llover          | Ploure                  |
| Medrá           | Crecer          | Crèixer                 |
| Emporcá         | Ensuciar        | Embrutar                |
| Nino / a        | Niño / a        | Nen / a                 |
| Chove           | Joven           | Jove                    |
| Moñaco          | Muñeco          | Ninot                   |
| Auto            | Coche           | Cotxe                   |
| …               | …               | …                       |

Si quieres leer una serie de dichos de Calasanz extraídos del excelente libro "Calasanz" de Antonio Alós Pascáu clickea este enlace:
Calasanz de Antonio Alós Pascáu
En este mismo libro puedes encontrar otra compilación de palabras típicas del cañuto.

## Historia
Varios historiadores y estudiosos de la toponimia, como el prestigioso Dr. Corominas, creyeron que el origen de Calasanz estaba en la raíz árabe <cala> (castillo) y la latina <sanctii> (del santo), equivalente a castillo del santo.
Menéndez Pidal lo relaciona con Calahorra, Calamocha... El escolapio P. Julio Campos, basándose en la cita documental de Calasanz, en el siglo VI, opina que el topónimo derivaría del prefijo prerromano o celta <cala> y el latín <sanctus>. El ilustre escolapio cree que la interpretación toponímica correcta sería "el monte del santo". Este santo o titular del poblado o villa no era otro que San Cipriano de Cartago. En efecto, el culto y la dedicación a este santo de santuarios e iglesias en España aparecen extendidos a finales del siglo IV, pues lo insinúa el poeta Prudencio en uno de sus poemas.
La primera cita documental que encontramos sobre Calasanz es del siglo VI, concretamente del año 556 en que el obispo de Huesca, Vicente, hace donación de algunas posesiones en Calasanz. En esta época España está ocupada por los visigodos y Calasanz pertenece eclesiásticamente a la diócesis oscense.
A mediados del siglo X el conde ribagorzano Bernardo vence a los árabes, hasta Calasanz. Aparece en este siglo en numerosas ocasiones dicha villa como punto de conquista de los condes urgelitanos. Arnau Mir de Tost tomará Calasanz y Gabasa con la ayuda de los condes de Urgel y Barcelona.
Armengol IV de Urgel sitiará en el año 1083 Calasanz, mientras entregará a la canónica de Solsona los lugares de Gabasa y Purroy de la Solana. Por fin, en el 1090 caerá Calasanz junto con otros castillos del Norte de La Litera: Rocaforte, Pelegriñón, Camporrells, etc. El día 8 de marzo de este año hace entrega del templo de San Cipriano, que había sido transformado en mezquita por los musulmanes, a la canónica de Solsona. En el año 1092, a la muerte de Armengol IV, el castillo de Calasanz pasará a su hijo Armengol V, aunque en el 1096 se perderá tras una razzia de musulmanes de Lérida. Dos años más tarde, Pedro I, que quería dominar el valle del Cinca, sitia Calasanz, según narra el historiador Zurita. La leyenda dice que en su sitial llevaba siempre la imagen de la Virgen de la Ganza y cuando se conquistó Calasanz, tras un largo asedio, la Virgen ordenó que le construyeran un eremitorio. Esta conquista se produjo el día de San Bartolomé (24 de agosto) del año 1102, según consta en el Fragmentum Historicum.
“Dominus Petrus filius eius tenuit comitatum qui anno incarnatione Domini MCII cepit Calasanz”
El rey mandó construir el eremitorio de San Bartolomé y dio una feria a la localidad. Calasanz pasará pues, a depender territorialmente del reino de Aragón.
En el año 1124, el rey Alfonso I está en la villa, desde donde concede fueros de población a Aínsa. Dos años más tarde, en su castillo se produce la entrevista del rey aragonés con el conde de Barcelona y sus dos hijos Ramón Berenguer III y Berenguer Ramón. Tras la derrota sufrida a las puertas de Fraga por Alfonso I Calasanz pasa a la soberanía territorial del Condado de Urgel.
Al morir Jaime I, Calasanz pasará al condado ribagorzano hasta finales del siglo XVI.
En el año 1332 hay un documento real en el que se alude a la sal de las salinas de Peralta y Calasanz.
En pleno siglo XVI se llevó a cabo la construcción de la actual parroquia de San Cipriano que sustituiría a la primitiva iglesia románica.
Por un real decreto en el año 1708, las salinas de Calasanz, al igual que los otros pueblos-salinares aragoneses, pasarán a la corona y en el año 1736 se prohibirá la producción de sal en ellos.
En el Diccionario Geográfico de Pascual Madoz se dice que Calasanz tiene, hacia el año 1842, 150 casas, una plaza cuadrilonga, una casa abadial de buena construcción con huerto de secano y regadío, otra municipal arruinada y una mala cárcel incómoda e insalubre. Cuenta además con una escuela de primeras letras con 25 discípulos y dotada de 1.234 reales de vellón.
Por la guía de la provincia de Huesca de Don Adrián Hernández y Cerezo podemos saber que en el año 1908 la población contaba con 772 habitantes y estaba en el distrito electoral de Benabarre. Su alcalde era Cándido Panzano, el secretario Jaime Peirón, el juez Enrique Rami, el párroco José Rodrigo y los maestros José Riverola y María Gavín. Existían en ese año en la localidad dos tiendas de comestibles, dos molinos de aceite, dos carpinterías, dos herrerías, dos sastrerías y dos tiendas de tejidos. Los propietarios más importantes eran Ignacio Paúl, Pío Naval y Ramón Sesé.
En el año 1970 se funden los municipios de Cuatrocorz, Gabasa, Peralta y Calasanz con la nueva denominación de Peralta de Calasanz, estando la sede municipal en Peralta de la Sal.
En el año 1981, Antonio Alós Pascau publica el libro Calasanz con el importante mérito de recoger romances y poemas en el dialecto local.
Actualmente, el lugar sigue manteniendo su peculiar belleza y tipismo y el encanto propio de los pueblos medievales con hermosos y bellos parajes como Foncalén (Foncalent) o el Estretet de Sorribas.

## Arquitectura
Calasanz es un pueblo que conserva toda la pureza de las antiguas poblaciones de montaña, manteniendo su estructura medieval, con el trazado sinuoso de sus calles adaptadas a la orografía del terreno.
Las fachadas de sus antiguas casonas y casas señoriales de los siglos XVII y XVIII reflejan el antiguo esplendor de la villa. Muchas de ellas mantienen las viejas piedras esculpidas con los escudos familiares y los motivos decorativos de las puertas doveladas, o los detalles arquitectónicos más sencillos pero a la vez más integrados en un conjunto urbano rural característico de una población de montaña en la cual la tranquilidad de sus estrechas callejuelas parece haber detenido el paso del tiempo.
Al estar situado el casco urbano sobre una colina, existen bellos rincones donde disfrutar de espléndidas vistas sobre toda la comarca.
Esparcidas por su extenso término, como recuerdo del uso de sus campos como lugares de cultivo (agricultura) y de pasto de abundantes rebaños, todavía se mantienen en pie masos, torres y pletas aunque la mayoría están abandonadas y medio derruidas.

### Iglesia parroquial de San Cipriano
La iglesia parroquial del siglo XVII está dedicada a San Cipriano. En ella destaca la torre de dos cuerpos y techumbre plana y las ricas yeserías de tradición mudéjar de su interior.

### El castillo
Sobre la cima de la colina, donde está situada la villa, se encuentra un complejo arquitectónico conocido como el castillo, fortificación que dominaba la población. Es una construcción islámica que formaba parte de una línea defensiva de la frontera superior de al-Ándalus en el siglo X y XI, junto a otros castillos como los de Barbastro, Monzón, la Mora de Peralta (Castillo de Montmagastre), Estopiñán y Balaguer. En la actualidad únicamente se conservan unos pocos restos: un aljibe de agua pluvial que estaba cubierto, restos de una habitación y una pequeña torre de vigía en la ladera del monte, junto a un lienzo de muralla, aunque estas construcciones bien pudieran pertenecer ya a una reforma de época cristiana.
- Historia: Esta fortificación fue conquistada por Ermengol IV de Urgel hacia 1084, aunque se volvió a perder y Pedro I de Aragón la reconquistó definitivamente en 1098 tras un largo asedio. En el castillo de Calasanz el rey Alfonso I concedió las cartas de repoblación de Aínsa, Almudévar y Sariñena en 1124. Formaba parte del condado de Ribagorza y fue posesión de Ponce de Cabrera (1236) y de los Moncada hasta el siglo XV.

### Ermita de San Bartolomé
Junto a los restos del Castell existe una ermita románica del siglo XII. Es un edificio de una sola nave, con dos capillas laterales añadidas en fecha posterior a la de la construcción original, y un ábside semicircular orientado al este. La bóveda es un arco apuntado y el nivel del suelo interior es más bajo que el del exterior, accediéndose por unas amplias escalera en ángulo. La puerta de entrada es en arco de medio punto con arquivoltas muy desgastadas en las que los efectos de la erosión han dado una apariencia muy peculiar. Fue mandada edificar por el rey Don Pedro I de Aragón en el año 1102, después de haber tomado la fortaleza en el día de San Bartolomé (24 de agosto) y  fue consagrada el 24 de agosto de 1103 por el obispo Poncio de Roda-Barbastro en la festividad del titular. Fue dada al monasterio benedictino de Santa María de Alaón y fue elevada a la categoría de prioral que mantuvo hasta 1750. La ermita se empezó a restaurar en la segunda mitad de los años ochenta, restauración que se terminó en los primeros años del siglo XXI.

### Ermita de La Ganza
En la partida de La Ganza existe una ermita bajo la advocación de Nuestra Señora de la Ganza; es de una sola nave y de construcción sencilla, pero toda de piedra de cantería, con una casa contigua, en la que en tiempos vivía el ermitaño.

## Usos en la Historia

### La Fon (La fuente)
Desde el portal de la villa, tomando el camino que conduce a las salinas, llegaremos a la Fon (fuente) tras recorrer unos 400 m. Está situada en el paraje llamado San Climén (San Clemente) y se trata de la fuente que abasteció a la población durante siglos.
Está construida en sillería y rematada por una moldura, forma un arco de medio punto bajo el que hallaba la pila. Cuenta con un abrevadero para las caballerías y un pequeño lavadero, enterrado por la vegetación.
Actualmente está en desuso; de hecho, el asfalto del camino que conduce hasta ella la oculta parcialmente.

### Pou del chelo (Pozo de hielo)
A unos 600 m del portal de la villa, (cerca del salinar) existe un pozo de hielo (en aragonés "pou de chelo") muy bien conservado.  El pozo está situado en un emplazamiento idóneo, orientado al norte y próximo al arroyo formado por el agua sobrante de la fuente del pueblo. Durante los días fríos de invierno, se recogía el hielo formado en el arroyo así como la nieve caída o, incluso se arrojaba agua directamente en su interior en los días de helada para que se congelasen. Una vez dentro, el hielo era apelmazado, alternando capas de hielo con capas de paja para su mejor mantenimiento y conservación. En el fondo del pozo existe un sistema de drenaje que permitía la circulación del agua producida en el deshielo y de esta forma no se aceleraba el deshielo del resto.
La utilidad del pozo de hielo era la obtención de hielo para el transporte y mantenimiento de alimentos, así como para la elaboración de helados y refrescos. También se usaba en la medicina como medio para calmar el dolor, atenuar inflamaciones o detener hemorragias.
A lo largo de la comarca existen otros pozos de hielo como los de Peralta de la Sal, Fonz o los que poseían los Padres Escolapios en su finca del cercano término de Zurita.

### Salinar

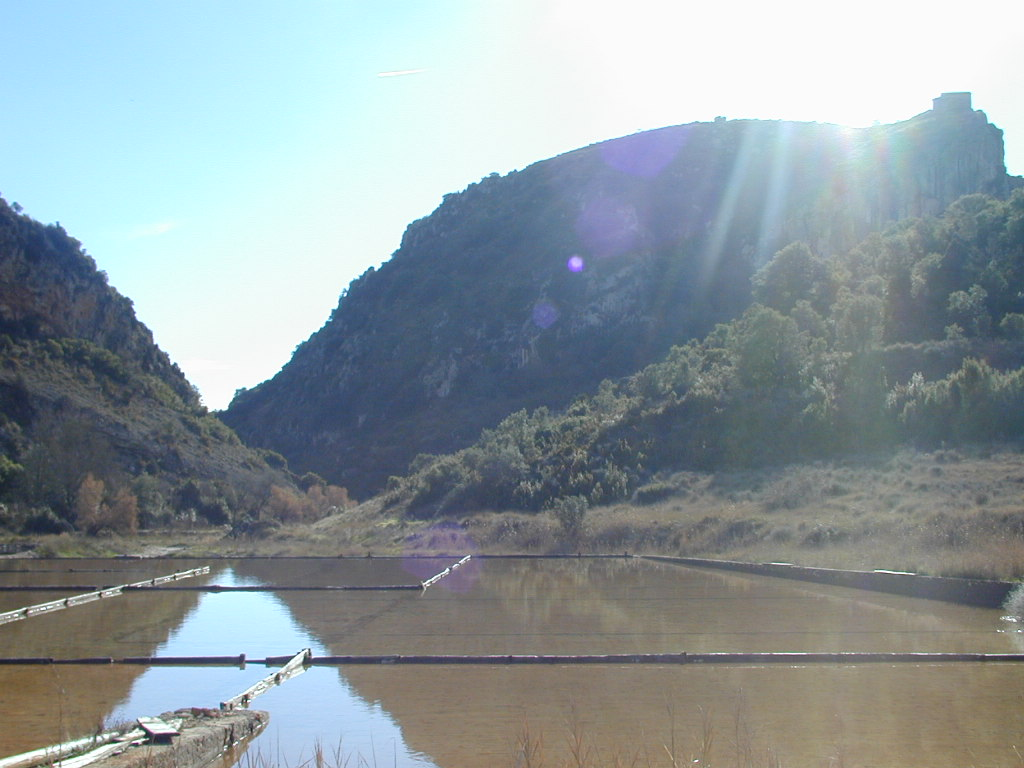
Salinar.

A 1 km del portal de la villa se encuentran las salinas de la población, complejo formado por un pozo de agua salada junto al cual se encuentran las eras (o balsas) para elaborar la sal.
Las salinas de Calasanz aprovechan el agua salada que se recoge en un ancho pozo situado en el fondo del barranco. El agua salada se recogía en balsas (o eras) de amplia superficie y poco fondo, haciéndola pasar gradualmente de una a otra mediante canales. De este modo, se facilitaba la rápida evaporación del líquido mientras las sales que llevaba en disolución quedaban depositada en las balsas. La temporada empezaba el 15 de junio festividad de San Vito, patrón de los salineros y en función de la temperatura estival y presencia o no de lluvias se extraía menor o mayor cantidad.

#### Historia
Las salinas de Calasanz son conocidas ya en el siglo XIV en un documento dirigido por Alfonso III a los representantes de la villa de Naval en el año 1332. El comercio de sal tuvo bastante salida hacia los mercados de Cataluña y Francia, hacia donde salían cada año más de 4.000 cahíces de estas salinas hasta que en 1686 cayó drásticamente al imponerse un impuesto sobre este producto. En 1708 todas la salinas del Reino de Aragón fueron incorporadas a la Corona, cerrándose este salinar en el siglo XVIII por orden del rey Felipe V . Se pagó a cada uno de sus propietarios –25 particulares– unas rentas anuales, que se eliminaron cuando se liberalizó el comercio de la sal en 1870. La salina se rehabilitó con el nombre de María Luisa. En el año 1953 fueron reconstruidas parte de las eras, cambiándose el suelo de cantos prensados por otro de baldosas. Estuvo en actividad hasta finaless del siglo XX, produciendo unas 100 toneladas de sal al año. Actualmente no existe actividad, estando sus instalaciones en desuso, aunque se conserva el pozo y parte de las eras.
La sal ha sido siempre un producto de primera necesidad tanto para el hombre como para el ganado e industria, siendo su importancia aún mayor en los tiempos pasados para la conservación de los alimentos.

### Molinos harineros
Aprovechando las aguas del barranco de Sorribas había dos molinos harineros, el Molino d'Alto (de arriba) y el Molino de Baix (de abajo).
Estos molinos son del tipo de balsa y cubo (molino de agua, de canal o de caz) dado el exiguo caudal de agua que los alimenta; el agua se acumulaba en una balsa y una vez llena, con el volumen de agua almacenado y gracias al salto de agua natural, ya se podía efectuar la molturación del grano. Existía también en estos molinos una mini-central hidráulica que producía electricidad para el alumbrado de la población pero, debido a la poca potencia de la instalación, solo había cuatro bombillas por casa de las cuales únicamente podían alumbrar dos al mismo tiempo.
Durante el día se llenaba la balsa y al atardecer se empezaba la molienda y producción de energía eléctrica.

#### Historia
Estos dos molinos fueron propiedad de la iglesia hasta la Desamortización del siglo XIX. En 1856 fueron adquiridos por José Rami Cambray y su esposa, quienes al año siguiente compartieron la propiedad con otros catorce vecinos de Calasanz. En 1917 se hizo cargo el último molinero procedente de Huesca, contratado para poner en marcha, además, una mini-central hidráulica que comenzó a funcionar en 1923 por espacio de unos 25 años. Acabada la guerra civil, y con la electrificación rural, se inició el declive de los antiguos molinos harineros que fueron desplazados por las modernas fábricas de harina por cilindros, movidas ya por energía eléctrica. Los molinos de Calasanz se cerraron a mediados de la década de los cuarenta del siglo XX. En la actualidad no quedan en pie ninguno de los 2 molinos, conservándose únicamente partes de la antigua balsa y algunos restos de su estructura.

## Topografía y botánica
El terreno es montuoso y cruzado de arroyos, barrancos y sierras, existiendo en ellos algunas carrascas, bojes, romeros, tomillos y otros arbustos.
Sus principales montes son los llamados Ardós, Berguellí (estos dos montes fueron siempre lugar de pasto de abundantes rebaños), Cánigo y Sardanella.
El término está dominado por la cumbre de Buñero que, con sus 1.108 m, posee la máxima altura comarcal.

## Agricultura y ganadería
La villa de Calasanz, al igual que un gran número de pueblos de la zona, trabaja con cultivos de secano. Se cultivan olivares, almendreras, viñedos y cereales.
En cuanto a ganadería, existen algunas granjas de conejos, cerdos y cabras. También llegó a haber una granja de avestruces pero ya no existe en la actualidad.
Existe un coto deportivo de caza, con una buena abundancia de jabalíes, liebres, perdices,....

## Fiestas
Las fiestas patronales tradicionales se celebran para San Cipriano (16 de septiembre). Actualmente se celebra, durante el fin de semana previo o posterior a esta fecha, una comida popular donde asiste un gran número de personas.
Tal como se indica en otros apartados de este artículo, entre los años 50 y 80 se produce una fuerte emigración en la villa. Esto hizo que para las fechas del patrón de Calasanz (San Cipriano – 17 septiembre) el número de habitantes en la población fuera muy reducido. En 1978 los jóvenes del lugar decidieron instaurar la fiesta mayor para el mes de agosto, aprovechando que para estas fechas, durante las vacaciones de verano, se juntaban todos los cañutos (naturales de Calasanz) que por una razón u otra habían tenido que emigrar, y la población aumentaba considerablemente.
Desde entonces, cada año se celebra durante el primer fin de semana de agosto la fiesta mayor de Calasanz. La fecha de los festejos puede variar de fin de semana en función de las fiestas de los pueblos del rededor (para que no coincidan en fechas) y su duración acostumbra a ser de 4 o 5 días en función de las actividades organizadas por la Comisión de Fiestas.
Durante 4 días la Comisión de Fiestas (formada por los propios jóvenes del lugar) organiza actividades para todo el rango de edades. Las actividades más tradicionales son:
- Cena popular
- Bailes todos los días con sesiones de tarde y noche
- Ronda Jotera
- Juegos para niños
- Trofeo de guiñote
- Trofeo de palitrocs (palistrocs / palistroques)

Otras de las actividades que se han ido realizando en función del programa de fiestas son:
| * Partido de fútbol | * Competición de tiro al plato    | * Karaoke  | * Concurso de tortillas | * Caminatas            |
| * Exposiciones      | * Almuerzos o meriendas populares | * Gymkhana | * Revista de variedades | * Espectáculo de Magia |

Otras festividades celebradas en la villa son:
- 24 de agosto (San Bartolomé); se visita la ermita del mismo nombre, existente en lo alto de la colina donde se enclava el casco urbano del municipio, y se realiza una misa en conmemoración.
- Lunes de Pascua; se visita la ermita de Nuestra Señora de la Ganza y se celebra allí una misa. Aprovechando que baja un gran número de vecinos se reparte entre la gente coca y vino y se realiza el sorteo de una Mona de Pascua.

## Servicios
Desafortunadamente, y debido a la fuerte emigración que ha sufrido la villa, el nivel de servicios es nulo, no existiendo escuela, restaurante, tiendas de comestibles y un largo etcétera que también sufren un gran número de pueblos del Alto Aragón.
Desde el 3 de julio de 2004, la Villa de Calasanz dispone de una casa rural, Casa Pllana (Casa Plana), donde poder comer y descansar.
El 2011 el Ayuntamiento adecúa el Local Social de Jubilados, construyendo una pequeña barra de bar y abriendo una pequeña sala anexa donde instala una pica. Desde el 21 de abril de 2011, gracias a la colaboración de los jóvenes, la gente del lugar y de la Comisión de Fiestas, se gestiona este local que sirve de punto de encuentro dónde poder jugar partidas de cartas, charlar con los amigos, jugar al futbolín, ver la TV y tomar algún que otro refresco.